# 暮らしの小説大賞
暮らしの小説大賞（くらしのしょうせつたいしょう）は、株式会社産業編集センター出版部が主催する、公募の新人文学賞である。

## 概要
暮らしの基本を構成する「衣・食・住」のうち1つ以上のものをテーマかモチーフとした小説を募集している。2013年6月に創設される。小説をより身近に感じてほしいという思いから設立される。選考委員に暮らしのスペシャリストを迎えている。プロ・アマ問わず応募できる。大賞受賞作は単行本として産業編集センターから出版され、単行本出版の際は、規定の印税が支払われる。400字詰め原稿用紙換算で200 - 500枚程度、あるいは8 - 20万字程度の作品を募集している。短編の場合は、作品集として相当の分量であれば応募できる。

## 受賞作一覧
年は受賞作の発表の年。募集開始はその前年。
| 回（年）        | 応募数 | 賞           | 受賞作                        | 著者         | 初刊       | 文庫化     |
| --------------- | ------ | ------------ | ----------------------------- | ------------ | ---------- | ---------- |
| 第1回（2014年） | 329編  |              | 『ジャパン・ディグニティ』    | 髙森美由紀   | 2014年10月 |            |
| 第2回（2015年） | 148編  |              | 『ゴージャスなナポリタン』    | 丸山浮草     | 2015年10月 |            |
| 第3回（2016年） | 122編  | 大賞         | 『野分けのあとに』            | 和田真希     | 2016年10月 |            |
| 第3回（2016年） | 122編  | 出版社特別賞 | 『利き蜜師物語 銀蜂の目覚め』 | 小林栗奈     | 2016年9月  |            |
| 第4回（2017年） | 118編  | 受賞作なし   | 受賞作なし                    | 受賞作なし   | 受賞作なし | 受賞作なし |
| 第5回（2018年） | 編     | 大賞         | 『浜辺の死神』                | 嘉山直晃     |            |            |
| 第6回（2019年） | 714編  | 大賞         | 『しねるくすり』              | 平沼正樹     |            |            |
| 第7回（2020年） | 708編  | 大賞         | 『世界から守ってくれる世界』  | 塚本はつ歌   |            |            |
| 第8回（2021年） | 577編  | 大賞         | 『焼けた釘』                  | くわがきあゆ |            |            |

## 選考委員
- 飯島奈美 （第1回 - ）
- 幅允孝 （第1回 - ）
- 谷あきら （第1回 - 2回）
- 石田千 （第3回 - ）